# إيفور ويتزر
إيفور ويتزر (بالكرواتية: Ivor Weitzer)‏ (24 مايو 1988) لاعب كرة قدم كرواتي لعب سابقاً لصالح نادي العربي الإماراتي في مركز الوسط.